# Zawąwóz
Zawąwóz – część wsi Bronkowice w Polsce, położona w województwie świętokrzyskim, w powiecie starachowickim, w gminie Pawłów.
W latach 1975–1998 Zawąwóz administracyjnie należał do województwa kieleckiego.